# Onder de vloedlijn
Onder de vloedlijn is een Nederlandse documentairefilm uit 1982 gemaakt door Han van Gelder over de fauna in de Oosterschelde. De film bevat unieke beelden van het onderwaterleven in het gebied.

## Aanleiding
Begin jaren zeventig had Han van Gelder zijn duikdiploma's gehaald om op vakantie in de Middellandse Zee te duiken. Hij bouwde zelf een onderwatercamera en maakte onderwateropnamen. Vanuit zijn belangstelling voor de natuur kwam hij midden jaren zeventig  in contact met de Biologische werkgroep: een ontmoetingsplaats voor duikers die als hobby onderwaterbiologie hebben. 
In die periode speelde bij de uitvoering van de Deltawerken een discussie over afsluiting van de Oosterschelde. Zowel vanuit de visserij op schelpdieren als vanuit de natuurbescherming was er bezwaar tegen de beoogde afsluiting van deze zeearm. Er werd gekozen voor een pijlerdam met beweegbare schuiven waardoor de fauna in stand zou kunnen blijven. Door de maatschappelijke discussie was de belangstelling voor, en de nieuwsgierigheid naar, de Oosterschelde fauna gegroeid. Ook was het van belang de status quo vast te leggen omdat het onzeker was in hoeverre de gekozen oplossing werkelijk tot behoud van de bestaande situatie zou leiden. 
Van Gelder maakte een voorstel voor een film en drie ministeries bleken bereid om het maken van een film over het onderwaterleven financieel te ondersteunen, dit omdat de Oosterscheldekering zowel ecologische als economische en waterstaatsdoelen dient.

## Realisatie
Aanvankelijk dacht Van Gelder de film in een jaar te realiseren. Het werden er drie omdat het erg moeilijk bleek om in het troebele water van de Oosterschelde goede beelden 'te schieten'. Hij vroeg twee ervaren biologen met duikervaring, Cees Noome en Hans Waardenburg, om de onderwaterbeelden te maken.Leon Huybers was hoofdcameraman, Peter Waardenburg maakte de vogelopnamen. Uiteindelijk hebben ook andere leden van de Biologische Werkgroep, inclusief Van Gelder zelf, aan de opnamen bijgedragen. Men had 129 draaidagen nodig, maar slechts 40 dagen leverden bruikbaar materiaal op. Vaak reisde men tevergeefs naar Zeeland. Door weersomstandigheden, het getij en dergelijke bleek men gemiddeld vijftien dagen per jaar in de Oosterschelde te kunnen filmen. Men had onder water een videokabel aan de camera gemonteerd zodat anderen boven water konden zien of het nuttig was om verder te filmen. Daarnaast was er het probleem dat bepaalde processen in de natuur maar heel zelden voorkomen. Om een compleet beeld geven, moest men geduldig zijn." Dat geduld werd echter beloond met voor Nederlandse wateren unieke opnamen van een kwal die verstrikt raakt in een zeeanemoon, een grote zeekreeft die door het water zweeft.
De financiering van de drie ministeries was voldoende om alle kosten in de drie jaar productietijd te dragen. Van Gelder ging echter door omdat hij de film per se wilde maken vanuit zijn eigen interesse voor het onderwerp.

## Kritiek
De film ging op 16 maart 1982 in première in de schouwburg van Middelburg na een inleiding van de Zeeuwse commissaris van de Koningin Kees Boertien. In een krantenartikel werd de film gezien als een bevestiging van de juistheid om de Oosterscheldekering te bouwen en daarmee de 'kinderkamerfunctie' van het gebied te behouden.

## Trivia
- De keyboard en saxofoonmuizek die Jan Huyds en Tony Vos in 1979 schreven voor Onder de vloedlijn werd door hen in 1980 ook gebruikt voor een Frans circusproject waarmee ze op tournee gingen.
- In 2012 schrijft bioloog Hans Waardenburg in een brief aan Han van Gelder dat beelden uit Onder de vloedlijn nog regelmatig bij onderwateronderzoek worden gebruikt.